# Динамо-2 (мини-футбольный клуб)
ФК «Динамо-2» — российский мини-футбольный клуб из Москвы, в 2005—2007 годах — футзальный клуб. В сезоне 2009—2010 играл в Суперлиге. Летом 2010 года снялся с соревнований и вскоре прекратил существование.

## История
В сезоне 2005—2006 дублирующий состав футзального клуба «Динамо» занял второе место среди команд Высшей лиги, но не получил право на повышение в классе, поскольку регламент соревнований не предусматривал возможность участия в одной лиге двух команд одного клуба. После этого было принято решение о создании отдельного футзального клуба, который получил название «Динамо-2». Пост генерального директора клуба занял Андрей Сметанин, хорошо знакомый динамовским болельщикам. В декабре того же года начала свою работу детско-юношеская спортивная школа по футзалу «Динамо-2».
Перед сезоном 2007—2008 было принято решение о переходе клуба в мини-футбол. Проведя сезон в Первой Лиге, команда сумела занять второе место в зоне «Москва», позволяющее перейти в Высшую Лигу. В сезоне 2008—09 она заняла 8 место. Тогда же Ассоциация мини-футбола России объявила о расширении Суперлиги, и «Динамо-2» стало одной из команд, пополнивших наивысший дивизион.

## Выступления в Чемпионатах России
| Сезон     | Лига              | Занятое Место             |
| --------- | ----------------- | ------------------------- |
| 2007-2008 | Первая Лига (III) | 3                         |
| 2008-2009 | Высшая Лига (II)  | 8 ( Расширение Суперлиги) |
| 2009-2010 | Суперлига (I)     | 8                         |

## Достижения
В футзале
- Серебряный призёр Первенства России по футзалу среди команд Высшей лиги: 2005
- Финалист Кубка России: 2006
- Четвёртое место в чемпионате России по футзалу среди команд Суперлиги: 2006

## Бывшие известные игроки
| - Геннадий Гарагуля - Алексей Кудлай - Станислав Ларионов - Александр Левин - Николай Мальцев |  | - Алексей Степанов - Владислав Фёдоров - Алексей Филиппов - Иван Якимов |